# Operación Caballero
La Operación Caballero, también conocido como Caso Buenavista, fue una operación realizada por el Grupo Especial de Inteligencia del Perú (GEIN) donde se encontró el video de Abimael Guzmán, líder de la organización armada Partido Comunista del Perú-Sendero Luminoso, bailando la canción de “Zorba, el griego". Este video fue importante para tener constancia de que Guzmán estaba vivo y saber cómo lucía físicamente para poder capturarlo, ya que hasta entonces su aspecto físico era desconocido. 

## Preliminares
Tras la creación del GEIN, se había logrado desarticular, en las Operaciones ISA y Monterrico-90, el Departamento de Apoyo Organizativo (encargado del alojamiento de militantes), el Grupo de Apoyo Partidario (encargado de los vínculos entre los aparatos y la Dirección Central comandada por Abimael Guzmán, además del archivo de la organización) y el aparato de propaganda de Sendero Luminoso. La nueva operación a desarrollarse se puso por nombre "Operación Caballero" en honor a un militar que había sido instructor de Benedicto Jiménez, creador del GEIN.

## Desarrollo de la operación

### Primeras acciones
Debido a que Luis Alberto Arana Franco, alias "Camarada Manuel" (conocido por el GEIN como el "Cholo Sotil"), era el proveedor de dinero, se dispuso la vigilancia sobre él para detectar nuevos militantes senderistas. La operación inició el 10 de octubre de 1990. En una llamada interceptada por el GEIN el 26 de noviembre de 1990, se conoció que una señorita que respondía al nombre de "Lucía" iba a visitar al "Camarada Manuel" al día siguiente. Al día siguiente, los agentes del GEIN dispusieron la vigilancia lográndose identificar a "Lucía" en un Volkswagen color crema. "Lucía" entró a la oficina del "Camarada Manuel" y salió con 10 000 dólares, dos millares de papel A4 y una máquina de escribir que el "Camarada Manuel" puso en el auto. Luego, se dispuso el seguimiento del auto llegando a una casa de la zona residencial de Chacarilla, Surco. "Lucía" (conocida como "Paloma 1" por el GEIN) era Angélica Salas de la Cruz. El dueño del auto era Carlos Álvarez Calderón de Ayulo, un exsacerdote católico que renunció a sus votos para casarse con una exmonja. La casa donde llegó "Paloma 1" fue conocida como "El Palomar".
Se dispuso la vigilancia de "El Palomar" bajo la fachada ante las autoridades municipales de trabajar en un caso de secuestradores. Los agentes del GEIN recibieron apoyo financiero de la estación en Lima de la Agencia Central de Inteligencia (CIA), pero su apoyo fue mínimo y no alcanzaba para sufragar los gastos de la operación, por lo que tenían que recurrir a métodos más creativos para lograr alimentarse sin despertar sospechas de los vecinos y ni de los objetivos. Se dispuso, además, el uso de la basura como método para investigar a los habitantes de "El Palomar". De esta manera, se detectó posibles indicios de la presencia de Abimael Guzmán en el lugar.
Producto de la vigilancia de "El Palomar", se logró captar a Nelly Marión Evans Risco, conocida por el GEIN como "Paloma 2", esposa de Álvarez Calderón, y a Elena Iparraguirre, conocida por el GEIN como "Paloma 3" (aunque por ese momento sus identidades eran un misterio). El seguimiento a "Paloma 2" reveló nuevas ubicaciones, siendo estas la casa de una pareja joven en Surquillo y la casa de una mujer de La Victoria. Se dispuso la vigilancia de la mujer de La Victoria quien, además, frecuentaba otra casa en Balconcillo, ubicada en el mismo distrito.
Se detectó por varios días a las tres "Palomas" saliendo de "El Palomar" pareciendo "señoras de la alta sociedad limeña haciendo sus rutinas". Los agentes del GEIN consideraban la actitud de las "Palomas" como «hipócrita» porque «mientras decían hacer una revolución sangrienta en nombre de los pobres y explotados, de los marginados y oprimidos del Perú, ellos se daban la gran vida. Vivían en residencias de los ricos, comiendo como ellos, comprando perfumes y vinos caros como ellos. Fumando los cigarrillos americanos y franceses que ellos fumaban». Debido a que las "Palomas" fueron a comprar en una tienda de perfumes franceses se sospechó que iban a celebrar el cumpleaños de Guzmán (3 de diciembre).
El 16 de diciembre de 1990 se detectó la salida de un Volkswagen manejado por una de las "Palomas". Los agentes del GEIN siguieron al auto con la sospecha que podía llevar a un senderista camuflado en el auto. El auto llegó cerca a la Plaza Manco Cápac y descendió de él un hombre flaco que llevaba lentes, un paquete bajo el brazo y cojeaba. Los agentes del GEIN siguieron al sospechoso pero este logró perderlos. El sospechoso era Óscar Ramírez Durand, alias "Camarada Feliciano". El 17 de diciembre, al mediodía, llegó un auto Toyota con un hombre calvo, "Paloma 1" y "Paloma 2" a la casa de Balconcillo. Sacaron del auto unas cajas de cartón, entraron a la casa de Balconcillo con estas y luego salieron. Un cuarto sujeto apareció llevando una caja de cartón, entró a la casa y luego salió. Para finales de enero de 1991 se detectó mucha actividad en "El Palomar". Esto motivó a los agentes del GEIN a intervenir el lugar por sospechas de que algo grave pasaba.

### La tormenta
El 31 de enero de 1991 se dio la orden de "Que se desate la tormenta". Previamente, los agentes del GEIN se habían puesto en contacto con los propietarios de "El Palomar" para que les proporcionen las llaves. Con las llaves, los agentes del GEIN pudieron ingresar a "El Palomar", pero no encontraron a nadie en el lugar. Se encontraron paquetes y anotaciones hechas por Abimael Guzmán, prendas, medicamentos, archivos y documentos sobre marxismo. Se dio la orden de que se intervinieran en las demás casas. En la casa de Surquillo se capturó a  Nelly Marión Evans Risco. La joven pareja no sabía de sus actividades. En la otra casa se capturó a Adelaida Natividad Méndez Villegas, militante senderista y sobrina de un magistrado del Ministerio Público. Se intervino también la casa que ella frecuentaba donde se encontraron nueve cajas de cartón. "Paloma 1", que había logrado escapar, fue capturada en 1993 por la policía en Huancayo. Ella había solicitado quedarse en aquella ciudad porque decía que había sido identificada "por la reacción".

## Resultado

### Los videos y la documentación
Dentro de las cajas de cartón se encontraron los documentos originales del "Primer Congreso del Comité Central del Partido Comunista del Perú" de 1988, armas arrebatadas a policías abatidos por los militantes, regalos enviados por los comités senderistas a Guzmán (banderas con la hoz y el martillo, ceniceros, pequeñas estatuas, etc.) y cuatro cintas de video. En los videos se mostraba a Guzmán bailando la canción de Zorba, el griego. En otro, se mostraba el velatorio de Augusta La Torre, alias "Camarada Norah", su primera esposa. El tercer video era sobre la ceremonia fúnebre de La Torre. Con los videos incautados, especialmente el de "Zorba, el griego", se logró identificar a la mayoría de los altos cargos de Sendero Luminoso. La documentación incautada, por su parte, fue analizada por un equipo de analistas donde se encontraría Santiago Martín Rivas, futuro líder del Grupo Colina. A cambio de trabajar con la documentación, el Servicio de Inteligencia Nacional (SIN) destinó 1.500 dólares para  gastos operativos del GEIN.

### La fuga de Guzmán
Abimael Guzmán fugó de "El Palomar" el 28 de enero de 1991. Se manejaron diversas versiones de cómo estos se llegaron a enterar del plan. Una de estas fue dada por Elena Iparraguirre, quien afirmó que encontraron un papel anónimo advirtiéndoles que los estaban vigilando. Tras la captura de Martha Huatay Ruíz, alias "Camarada Rosa", fue capturado el "Camarada Luigi" quien contó que se encontró un papel que les advertía de la inminente operación contra ellos. Según el periodista Gustavo Gorriti, Vladimiro Montesinos evitó que Abimael Guzmán fuera capturado por el GEIN advirtiéndole del operativo. De acuerdo a la investigación hecha por Gorriti, los agentes del GEIN y algunos analistas plantearon al jefe de la DINCOTE, Enrique Oblitas Jaén, actuar para capturar a Guzmán. Se dispuso el inicio de la operación pero "por orden de la presidencia" la operación fue abortada.
Según los agentes del GEIN, no se disponía de suficiente información para asegurar que Guzmán se encontraba en el lugar. Benedicto Jiménez, creador del GEIN, afirmó que el jefe de la DINCOTE nunca intervino en las decisiones operativas. Sobre las fuentes de Gorriti, los agentes del GEIN afirmaron que estos no estuvieron implicados en la parte operativa del GEIN. Para ellos, "Paloma 1" descubrió que la estaban siguiendo aunque se puede barajar la posibilidad, tal como considera Benedicto Jiménez, que la filtración vino de algún policía de la DINCOTE que era un militante senderista infiltrado o tenía un familiar senderista, tal como había sucedido en la Operación Monterrico-90.

### Visita de Montesinos
El 2 de febrero de 1991, Montesinos se dirigió a "El Palomar". En dicho lugar se encontró con Jiménez al cual felicitó y le pidió que le mostrara el inmueble y el material incautado. Tras retirarse e informar a Alberto Fujimori sobre la situación, se emitió el 5 de febrero un memorándum al ministro del interior nombrando a Jiménez como "oficial de enlace de la DINCOTE con el Servicio de Inteligencia Nacional (SIN)", dándole autonomía a Jiménez en su accionar. Como enlace, Jiménez acudía a las instalaciones del SIN para reuniones de la comunidad de inteligencia, siendo acompañado por Marco Miyashiro en tales reuniones que se realizaban dos veces por cada mes y en las que se daba cuenta de las actividades realizadas en la lucha contra el terrorismo.

### La nueva operación
Al finalizar la Operación Caballero y una vez logrado el objetivo, se procedió a una nueva operación que llevó por nombre "Operación Seso".